# Cattedrale di San Patrizio e San Fedlimino
La cattedrale di San Patrizio e San Fedlimino (in inglese: Cathedral of Saint Patrick and Saint Felim) è la cattedrale cattolica di Cavan, in Irlanda, e sede della diocesi di Kilmore.

## Storia
La vecchia cattedrale della diocesi di Kilmore, risalente al VI secolo e dedicata a San Fedlimino, dopo la Riforma in Irlanda è rimasta in usi alla chiesa d'Irlanda come Cattedrale di Kilmore. Per quasi 300 anni la diocesi cattolica non ha avuto più una cattedrale, fin quando, nel 1862, la chiesa parrocchiale di Cavan è stata ampliata ed è stata elevata a nuova cattedrale cattolica per la diocesi di Kilmore.
Nel 1938 è iniziata la costruzione della cattedrale attuale, completata in stile neoclassico nel 1942 sotto il vescovo Patrick Lione, secondo il progetto degli architetti "WH Byrne & Son". Il costo totale della costruzione della cattedrale è stato di £ 209.000.
La cattedrale è stata inaugurata e dedicata a San Patrizio e San Fedlimino nel 1942 e consacrata nel 1947.